# Tlačni teškovodni reaktor
Tlačni teškovodni reaktor PHWMR (eng. Pressurized Heavy Water Moderated Reactor) ili CANDU reaktor (eng. CANadian Deuterium Uranium) je vrsta nuklearnog reaktora koji se moderira (usporavanje neutrona) se i hladi teškom vodom. Teška voda je bolji moderator od lake, ali je taj način hlađenja skuplji. Osim što se teška voda odvojeno koristi za moderaciju i rashladno sredstvo, a prirodni uranij (ili malo obogaćeni uranij) kao nuklearno gorivo, osobenost teškovodnog reaktora (HWR) kanadske proizvodnje je i upotreba vodoravno postavljene reaktorske posude – kalandrije. 12 nuklearnih gorivnih elemenata, svaki duljine 0,5 metara, položeni su u unutrašnjost tlačne cijevi u kojoj se nalazi rashladno sredstvo pod tlakom 11 bar. Svaka tlačna cijev koaksijalno je postavljena unutar jedne od ukupno 380 cijevi kalandrije nešto većeg polumjera. Moderator (teška voda), temperature oko 603 °C, nalazi se oko cijevi kalandrije na tlaku malo većem od atmosferskog. Zamjena goriva obavlja se tokom rada reaktora posebnim strojevima. Rashladni krug izvan kolektora kalandrije isti je kao u tlačnih reaktora PWR. Teška voda temperature oko 853 °C prolazi kroz U-cijevi parogeneratora i nakon što preda toplinu običnoj vodi sekundarne strane parogeneratora vraća se natrag u reaktor. Osobenost kanadskog teškovodnog reaktora CANDU je kontinuirana izmjena nuklearnog goriva, što znači da se izmjena goriva obavlja tokom normalnog rada reaktora. Danas je u pogonu 37 tlačnih teškovodnih reaktora, uglavnom u Kanadi (17) i Indiji (15), dok ih ima i u Rumunjskoj (2), Južnoj Koreji (4), Kini (2), Argentini (1) i Pakistanu (1).

## Nuklearna elektrana Cernavodă
Nuklearna elektrana Cernavodă (rum.: Centrala Nucleară de la Cernavodă) je jedina nuklearna elektrana u Rumunjskoj. Ona proizvodi oko 20% električne energije u Rumunjskoj. Pogoni Cernavodă 1 i Cernavodă 2 koriste tlačne teškovodne reaktore PHWMR (eng. Pressurized Heavy Water Moderated Reactor) ili CANDU (eng. CANadian Deuterium Uranium) reaktore, koji se moderiraju (usporivač neutrona) i hladi teškom vodom. Teška voda se dobiva u mjestu Drobeta-Turnu Severin, a obična voda za hlađenje se koristi iz kanala Dunav – Crno more. Osebujnost ove elektrane je u činjenici da se radi o jedinoj nuklearnoj elektrani s teškovodnim reaktorom u Europi, koja koristi prirodni uranij kao gorivo i tešku vodu (D2O) visoke čistoće (s izotopskim sastavom > 99,75%) kao moderator (usporivač neutrona) i rashladno sredstvo (u dvije potpuno odvojene zatvorene petlje). Osobina je ove vrste energetskih nuklearnih reaktora da im se zbog prirodnog ili vrlo malog obogaćenja uranija, gorivo mora učestalo mijenjati bez prekida pogona reaktora i proizvodnje električne energije. Zbog te činjenice i sama kalandrija specifičnog je oblika i bitno se razlikuje od reaktorskih posuda tlačnih reaktora PWR. Stoga je projektiran i izveden poseban uređaj s mehanizmom kojim se vrši izmjena gorivnih elementa u pogonu.